# Lomographa vestaliata
Espèce
Lomographa vestaliata est une espèce nord-américaine de lépidoptères (papillons) de la famille des Geometridae.

## Description
L'imago a une envergure de 15 à 23 mm. Les adultes ont des ailes translucides d'un blanc éclatant. Les adultes sont diurnes et volent au printemps.

## Répartition
On trouve Lomographa vestaliata en Amérique du Nord, où il fut observé de Terre-Neuve au sud-est de la Colombie-Britannique et au sud de la  Floride et du Texas. L'habitat se compose de lisières arbustives et de terrains boisés xériques.

## Écologie
La chenille se nourrit des plantes des espèces Prunus, Crataegus, Sorbus, Malus, Physocarpus and Viburnum.